# Амерештій-де-Жос (комуна)
Амерештій-де-Жос (рум. Amărăștii de Jos) — комуна у повіті Долж в Румунії. До складу комуни входять такі села (дані про населення за 2002 рік):
- Амерештій-де-Жос (3190 осіб)
- Околна (1061 особа)
- Прапор (1676 осіб)

Комуна розташована на відстані 163 км на захід від Бухареста, 50 км на південний схід від Крайови.

## Населення
За даними перепису населення 2002 року у комуні проживали 5927 осіб.
Національний склад населення комуни:
| Національність | Кількість осіб | Відсоток |
| -------------- | -------------- | -------- |
| румуни         | 4846           | 81,8%    |
| цигани         | 1079           | 18,2%    |
| угорці         | 2              | < 0,1%   |

Рідною мовою назвали:
| Мова      | Кількість осіб | Відсоток |
| --------- | -------------- | -------- |
| румунська | 5012           | 84,6%    |
| циганська | 913            | 15,4%    |
| угорська  | 1              | < 0,1%   |
| німецька  | 1              | < 0,1%   |

Склад населення комуни за віросповіданням:
| Релігія        | Кількість осіб | Відсоток |
| -------------- | -------------- | -------- |
| православні    | 5895           | 99,5%    |
| реформати      | 2              | < 0,1%   |
| греко-католики | 2              | < 0,1%   |
| не релігійні   | 2              | < 0,1%   |